# Alrø
Alrø ist eine dänische Insel im Horsens Fjord. Sie ist 7 km lang, 5 km breit und hat eine Fläche von 7,51 km², der höchste Punkt liegt 15 m über dem Meeresspiegel. Sie bildet eine eigene Kirchspielsgemeinde (dän.: Sogn) Alrø Sogn, die bis 1970 zur Harde Hads Herred im damaligen Århus Amt gehörte, danach zur Odder Kommune im erweiterten Århus Amt, die seit der Kommunalreform zum 1. Januar 2007 zur Region Midtjylland gehört. Alrø hat 150 Einwohner (Stand: 1. Januar 2023).
Die Insel ist über einen 1 km langen Damm mit dem Festland verbunden, der am 10. Juni 1931 eingeweiht wurde.
Alrø wird erstmals im 1231 erschienenen Waldemar-Erdbuch von König Waldemar, der die Insel besaß erwähnt.